# Val-d’Étangson
Val-d’Étangson község Franciaország Loire mente régiójában, Sarthe megyében. Új községként 2019. január 1-jén jött létre Évaillé és Sainte-Osmane község egyesítésével. Az egyesüléskor az új község lélekszáma 538 fő lett. Lakosainak száma 526 fő (2022. január 1.).

## Népesség
| Lakosok száma | 528  | 531  | 524  | 518  | 522  | 526  |
|               | 2017 | 2018 | 2019 | 2020 | 2021 | 2022 |